# أجهزة الأشعة تحت الحمراء
أجهزة الأشعة تحت الحمراء فئة من الأجهزة التي تستعمل الجزء الأشعة تحت الحمراء من الطيف الكهرومغناطيسي من أجل الاتصال الإذاعي، نحو الحواسيب وأجهزة التحكم بالتلفاز وغيرها.